# 一磷化钛
一磷化钛（化学式：TiP）是一种无机化合物，通常为灰色粉末。它是有着高熔点的金属导体。它对水或通常的酸稳定。它的性质和碱金属或碱土金属含P3−的磷化物（如Na3P）相比是不同的，那些磷化物不具备金属性，且会理科水解。一磷化钛被分类为“富金属磷化物”，有着多余的来自金属的离域价电子。
TiP可以通过TiCl4和PH3的反应制备。
钛的其它磷化物，如Ti3P、Ti2P、Ti7P4、Ti5P3、和Ti4P3等，是已知的。